# Sverdlovsk (tỉnh)
Sverdlovsk Oblast (tiếng Nga:Свердло́вская о́бласть, Sverdlovskaya oblast) là một chủ thể liên bang của Nga (một tỉnh). Trung tâm hành chính là thành phố Yekaterinburg.
Hầu hết lãnh thổ tỉnh nằm trên sườn phía đông của dãy Ural Trung và Bắc và đồng bằng Tây Siberia. Chỉ có ở phía Tây Nam thì tỉnh mới kéo dài sườn phía tây của dãy núi Ural.
Các ngọn núi cao nhất đều nằm ở Ural Bắc (Konzhakovsky Kamen cao 1.569 m và Denezhkin Kamen cao 1.492 m). Ural Trung nước chủ yếu là đồi núi không có đỉnh cao rõ rệt, độ cao trung bình khoảng 300–500 m trên mực nước biển. Các con sông chính bao gồm sông Tavda, Tura, Chusovaya, và Ufa, hai nhánh thứ hai của sông Kama.
Tỉnh Sverdlovsk giáp ranh với, theo chiều kim đồng hồ từ phía tây, vùng Perm, Cộng hòa Komi, Khu tự trị Khanty-Mansi, tỉnh Tyumen, Kurgan, và tỉnh Chelyabinsk, và Cộng hòa Bashkortostan.
Đây là tỉnh giàu tài nguyên thiên nhiên, đặc biệt là trong các kim loại (sắt, đồng, vàng, bạch kim), khoáng chất (amiăng, đá quý, talc), đá cẩm thạch và than đá. Nó là chủ yếu ở đây là số lượng lớn của ngành công nghiệp của Nga đã được tập trung trong các thế kỷ 18 và 19.

## Liên kết
- (tiếng Nga) The Government of Sverdlovsk Oblast official web site Lưu trữ ngày 1 tháng 2 năm 2010 tại Wayback Machine